# Walter Kaskel
Walter Kaskel, född 2 februari 1882 i Berlin, död där 9 oktober 1928, var en tysk jurist.
Walter Kaskel blev 1920 professor i Berlin. Han utgav ett flertal arbeten, behandlanden modern sociallagstiftning, såsom Grundriss des sozialen Rechts (1912), Das neue Arbeitsrecht (1920) med flera.